# 大井川港
大井川港（おおいがわこう）は、静岡県焼津市（旧志太郡大井川町）にある市営の地方港湾。港湾管理者は大井川港管理事務所。主な取扱貨物は石油で、貨物取扱量は静岡県内で3位。一帯は2014年（平成26年）11月7日にみなとオアシスに登録していて、大井川港港湾会館を代表施設とするみなとオアシスおおいがわとして交流拠点ともなっている。

## 地理
大井川河口左岸の駿河湾に面して建設された港湾である。

## 歴史
- 1960年（昭和35年）6月2日 - 大井川左岸河口に砂利運搬港の建設と骨材選別工場、コンクリート二次製品製造工場の進出を計画している大都工業株式会社と大井川町の間で用地買収計画に関する契約を締結。大井川町は静岡県に対し港湾建設認可申請を行うと共に用地買収に着手。[1]
- 1962年（昭和37年）1月 - 完成後の港湾施設を大井川町へ寄附により地方港湾化すること、骨材搬出については単独企業ではなく大手十数社を主体とする会社設立を条件に、静岡県が港湾区域認可[2]
- 1963年（昭和38年）[3]
  - 3月 - 骨材関連事業者15社により海運建材株式会社設立。[4][注釈 1]
  - 7月19日 - 地方港湾「大井川港」建設が正式認可
  - 8月18日 - 起工式
- 1964年（昭和39年）[5]
  - 3月 - 第一船「東邦丸」入港
  - 11月30日 - 第一期工事竣工
  - 12月20日 - 株式会社海運建材が当初の港湾認可の条件に基づき大井川町に港の寄附を申出
  - 12月24日 - 大井川町が寄附を受理し町営港への手続きを開始
- 1965年（昭和40年）5月20日 - 町営大井川港開港式
- 1967年（昭和42年）3月 - 大井川港振興会発足
- 1968年（昭和43年）
  - 4月27日 - 大井川港振興会館が竣工
  - 7月 - 国の第三次港湾整備五ヶ年計画の新規改修港湾として採択
- 1969年（昭和44年） - 木材・コンクリートなど荷役開始
- 1977年（昭和52年）4月15日 - 初の外国貨物船（パナマ船籍）入港[6]
- 1980年（昭和55年） - 海岸堤防及び緑地公園竣工
- 2008年（平成20年） - 焼津市との合併で市営港となる。

## 土地取得問題
大井川港は民間の砂利販売業者である海運建材株式会社が、自ら所有する大井川河口沿いの土地から砂利を採取し、それによって生じた新たな海面を利用して砂利を船積み出荷するという過程で形成された湾状地形をもとに、約10億円の予算で築港整備され、旧大井川町に寄付されて正式に港湾化したという特異な設立経緯を持っている。そのため、大井川港が存在する海面は元々は陸地であり、同社が所有する私有地であったという事でもある。
海運建材は旧大井川町に寄付を行う際に、元々陸地であった私有地約47000平米分の土地代を立替えるように町側に要請するも、当時の町長が海底面は既に土地ではないので、所有権もないという見解を示したことから、その後45年余りにわたり、公有の港湾でありながら湾内の海底に私有地が残る特異な状況が発生していた。
2008年、旧焼津市と旧大井川町が合併したことで新焼津市長は事態の解決に乗り出し、海運建材から競売で海底面を取得していた業者との裁判所での調停の末に、約2400万円で土地を買い取る事となった。しかし、前述のとおり「海底面は既に土地ではなく、所有権もない」という原則通り、この「用地買収」によって、それまで陸地として登記されていた土地が海底と認定され、正式に所有権も面積の項目も登記簿上から消滅するという事が確定。用地買収の結果、市の面積が減少したという結果に終わる珍事となった。